# Leporello

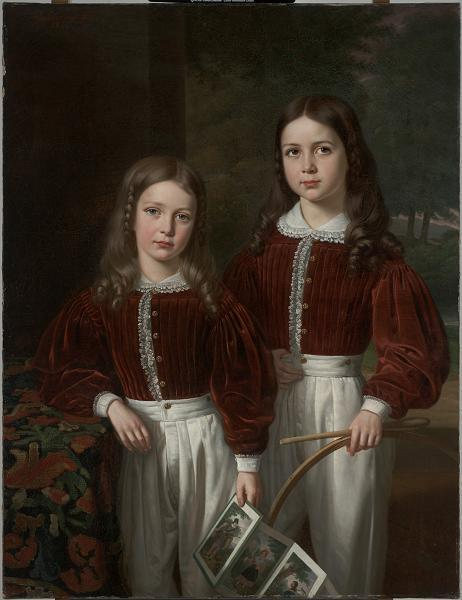
Portret van twee kinderen van Jean Joseph Vaudechamp. Het kind links heeft een leporello in zijn/haar hand

Een leporello of harmonicaboek is een drukwerk dat in meerdere slagen zigzag is gevouwen. Dat kan variëren van enkele tot tientallen vouwen. Dit type drukwerk wordt gebruikt voor reclamefolders en kaarten in reliëf (zoals rivierkaarten van de Rijn en Duitse rivieren), die soms een lengte van twee meter bereiken.
Leporello is een eponiem van Leporello, de knecht van Don Giovanni, die de lijst van minnaressen van zijn heer in een boekwerkje bijhield. In vroege uitvoeringen van deze opera was, om de lengte van de lijst te benadrukken, dit boekwerkje een zigzag gevouwen stuk papier.